# Championnat de Bulgarie de football 1997-1998
Navigation
Saison précédente Saison suivante
La saison 1997-1998 du Championnat de Bulgarie de football était la 74e édition du championnat de première division en Bulgarie. Les seize meilleurs clubs du pays se retrouvent au sein d'une poule unique, la Vissha Professionnal Football League, où ils s'affrontent deux fois, à domicile et à l'extérieur. À la fin de la saison, les trois derniers du classement sont relégués et remplacés par les trois meilleurs clubs de deuxième division.
C'est le club de Litex Lovetch, promu de B PFL, qui remporte le titre cette saison en terminant en tête du classement final, avec 5 points d'avance sur le PFK Levski Sofia et 8 sur le tenant du titre, le FK CSKA Sofia. C'est le tout premier titre de l'histoire du club.

## Les 16 clubs participants
| - PFK Levski Sofia - FK CSKA Sofia - Etar Veliko Tarnovo - PFK Spartak Pleven - PFC Minyor Pernik - PFC Slavia Sofia - Lokomotiv Plovdiv - Lokomotiv Sofia | - FK Spartak Varna - PFC Dobrudzha Dobrich - Litex Lovetch - Promu de D2 - Botev Plovdiv - Metalurg Pernik - Promu de D2 - Olimpik Teteven - Promu de D2 - Levski Kyustendil - Naftex Burgas |

## Compétition

### Classement
Le barème utilisé pour établir le classement est donc le suivant :
- Victoire : 3 points
- Match nul : 1 point
- Défaite : 0 point

| Rang | Équipe                | Pts | J  | G  | N | P  | Bp | Bc | Diff |
| ---- | --------------------- | --- | -- | -- | - | -- | -- | -- | ---- |
| 1    | Litex Lovech P        | 69  | 30 | 21 | 6 | 3  | 73 | 25 | +48  |
| 2    | PFK Levski Sofia C    | 64  | 30 | 19 | 7 | 4  | 73 | 27 | +46  |
| 3    | FK CSKA Sofia T       | 61  | 30 | 18 | 7 | 5  | 71 | 29 | +42  |
| 4    | Naftex Burgas         | 55  | 30 | 17 | 4 | 9  | 59 | 31 | +28  |
| 5    | Slavia Sofia          | 54  | 30 | 15 | 9 | 6  | 51 | 30 | +21  |
| 6    | Levski Kyustendil     | 46  | 30 | 15 | 1 | 14 | 45 | 40 | +5   |
| 7    | FK Spartak Varna      | 42  | 30 | 12 | 6 | 12 | 42 | 36 | +6   |
| 8    | PFC Minyor Pernik     | 41  | 30 | 12 | 5 | 13 | 32 | 35 | -3   |
| 9    | Lokomotiv Sofia       | 39  | 30 | 11 | 6 | 13 | 42 | 40 | +2   |
| 10   | Metalurg Pernik P     | 37  | 30 | 11 | 4 | 15 | 28 | 36 | -8   |
| 11   | Botev Plovdiv         | 36  | 30 | 11 | 3 | 16 | 35 | 48 | -13  |
| 12   | PFC Dobrudzha Dobrich | 36  | 30 | 11 | 3 | 16 | 33 | 55 | -22  |
| 13   | Lokomotiv Plovdiv     | 36  | 30 | 11 | 3 | 16 | 31 | 58 | -27  |
| 14   | Olimpik Teteven P     | 35  | 30 | 11 | 2 | 17 | 26 | 47 | -21  |
| 15   | PFK Spartak Pleven    | 21  | 30 | 7  | 0 | 23 | 32 | 75 | -43  |
| 16   | Etar Veliko Tarnovo   | 14  | 30 | 4  | 2 | 24 | 21 | 82 | -61  |

|  | Qualification pour la Ligue des champions 1998-1999                                      |
|  | Qualification pour la Coupe des Coupes 1998-1999                                         |
|  | Qualification pour la Coupe UEFA 1998-1999                                               |
|  | Qualification pour la Coupe Intertoto 1998                                               |
|  | Relégation en deuxième division                                                          |
|  | T : Tenant du titre C : Vainqueur de la Coupe de Bulgarie P : Promu de deuxième division |

## Bilan de la saison
| Championnat de Bulgarie de football 1997-1998 |                           |
| Champion                                      | Litex Lovetch (1er titre) |
| Coupes et trophées                            |                           |
| Vainqueur de la Coupe de Bulgarie 1997-1998   | PFK Levski Sofia          |
| Qualifications continentales                  |                           |
| Ligue des champions 1998-1999                 | Litex Lovetch             |
| Coupe des Coupes 1998-1999                    | PFK Levski Sofia          |
| Coupe UEFA 1998-1999                          | FK CSKA Sofia             |
| Coupe UEFA 1998-1999                          | Naftex Burgas             |
| Coupe Intertoto 1998                          | FK Spartak Varna          |
| Promotions et relégations                     |                           |
| Promus en Vissha PFL                          | Septemvri Sofia           |
| Promus en Vissha PFL                          | Pirin Blagoevgrad         |
| Promus en Vissha PFL                          | FK Shumen                 |
| Relégués en B PFL                             | Olimpik Teteven           |
| Relégués en B PFL                             | PFK Spartak Pleven        |
| Relégués en B PFL                             | Etar Veliko Tarnovo       |